# تشارلز هال (سياسي)
تشارلز هال (بالإنجليزية: Charles Hall)‏ هو سياسي أسترالي، ولد في 1851 في ملبورن في أستراليا، وتوفي في 4 نوفمبر 1922 في أستراليا. انتخب عضو المجلس التشريعي التاسماني ‏ عن دائرة راسل ‏ (4 مايو 1909 – 3 مايو 1921) وانتخب عضو مجلس نواب تسمانيا عن دائرة Electoral district of Waratah (Tasmania) ‏ (20 يناير 1897 – أبريل 1903).